# Piotr Żelechowski
Piotr Żelechowski – kompozytor polski z XVII wieku. Nieznane są szczegóły biograficzne oraz data urodzin i śmierci.
Jego kompozycja zachowała się w zbiorze muzycznym „Tabulatura z Ostromeczewa” (obecna Białoruś) z ok. 1644 roku, przeznaczonym dla nabożeństw greckokatolickich.

## Twórczość
- Fantasio  del sol primo tono na organy lub klawesyn